# Jerusalemkapelle Olsztyn

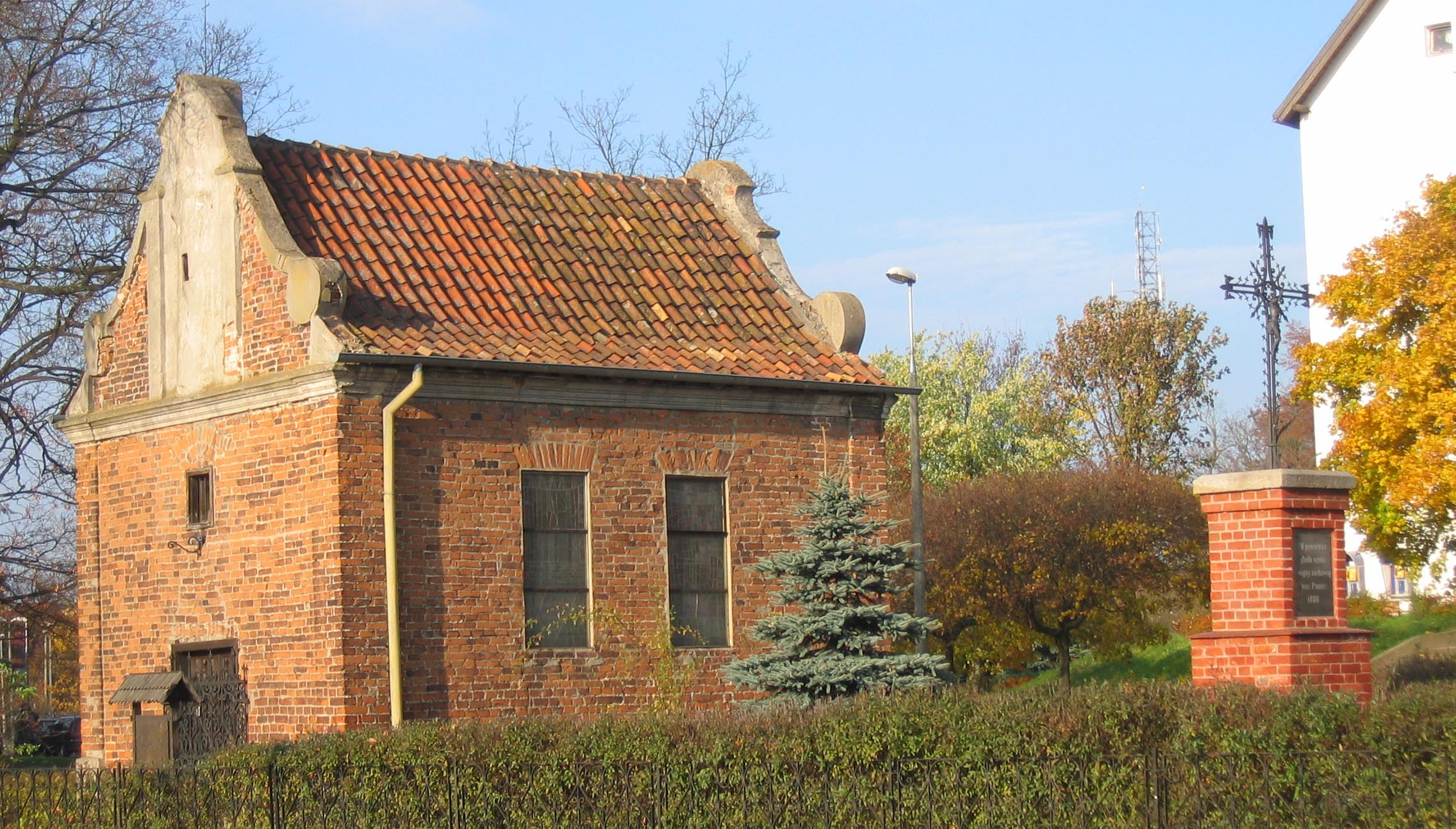
Die Kapelle an der ul. Grunwaldzka

Die Jerusalemkapelle Olsztyn, polnisch: Kaplicka Jerozolimska, ist eine Filialkirche der niedergelegten Heiliggeistkirche in der  polnischen Stadt Olsztyn (Allenstein).
Sie wurde vor 1565 erbaut. Gläubige der Stadt Allenstein stifteten und spendeten für ihre Errichtung. Die Kapelle stand beim Krankenhaus für Aussätzige Heiliger Georg, das später auch für die Behandlung aller möglichen anderen Infektionen sorgte. 1609 mussten Dach und Freskos im Inneren erneuert werden. 1775 erfolgte die nächste Restaurierung durch Piotr Poleski. Pilger rasteten hier auf dem Weg zu den Wallfahrtsorten Jonkendorf/Jonkowo und Glottau-Göttkendorf/Gutkowo.
Neben der Kapelle steht ein 1975 hierher versetztes schmiedeeisernes Kreuz aus dem Jahr 1886, das an eine Cholera-Epidemie erinnern soll. Die bereits ursprüngliche polnische Aufschrift auf dem Sockel lautet: „Od powietrza, glodu, ognia i wojny, zachowaj nas Panie“, zu deutsch „Vor Sturm, Hunger, Feuer und Krieg bewahre uns o Herr“.